# Hugo Ruiz
Hugo Ruiz, född 16 juni 1972, är en svensk skådespelare.

## Filmografi
- 1997 – Tic Tac
- 2000 – Bastarderna i Paradiset
- 2010 – Snabba cash